# 加茂田組
加茂田組在神戸市長田區設置本部事務所，1956年組成，為日本廣域暴力團、三代目山口組的二次團體；後期加入一和會，在1988年解散。

## 略史
1945年、加茂田重政加入「芥末會」（わさび会。會長・米田義明）。
1956年、「芥末會」解散。
同年，加茂田重政成為三代目山口組（組長・田岡一雄）的子分直系，並組成「加茂田會」（之後才改稱「加茂田組」），在神戶三宮一帶的彈珠機店（「每日扒金宮」）圍事收取保護費。
1957年、加茂田組在神戶新開地的「鑽石扒金宮」圍事。
1960年、加茂田組在大阪市西成區設立分支；同年，涉及參與「明友會事件」。
1962年、在堺市設立分支。
同年，加茂田組與根津組發生街頭群鬥；事件後，組長・加茂田重政被逮捕入獄，到1973年才出獄。
1975年、加茂田組與菅谷組（組長・菅谷政雄）發生衝突。
1977年、組長・加茂田重政任職山口組若頭補佐。
1984年6月5日、竹中正久就任山口組的四代目組長。同年6月13日，加茂田重政等反對派退出山口組，另成立「一和會」；加茂田重政擔任副會長兼理事長。
1984年8月、「山一抗爭」事件爆發，加茂田組涉入多起衝突。
1988年5月、加茂田重政對外發表引退江湖、同時解散加茂田組。

## 最高幹部
- 組長・加茂田重政
- 副組長・塩見 務（塩見組組長；福井）
- 副組長・加茂田勇（政勇會會長；神戶）
- 若頭・飯田時雄（飯田組組長；大阪）
- 舍弟頭・木村 弘（木村興業組長；大阪）
- 舍弟頭輔佐・永岡幸治（永岡組組長；神戶）
- 舍弟頭輔佐・花田 章（花田組組長；北海道）
- 舍弟・小野敏文（小野會會長；姫路）
- 舍弟・山木信一（大響會會長；大阪）
- 舍弟・大西忠吉（大西組組長；神戶）
- 舍弟・高田一郎（高田組組長；神戶）
- 舍弟・西林健二（西林組組長；大阪）
- 舍弟・藤崎隆義（藤崎組組長；福岡）
- 若頭代行・大嶋 巽（大嶋組組長；神戶）
- 本部長・前田 登（前田組組長；姫路）
- 若頭輔佐・木村阪喜（木村組組長；松山）
- 若頭輔佐・矢倉三朗（政心連合會會長；堺）
- 若頭輔佐・宮原省治（宮原組組長；福井）
- 若頭輔佐・中川昭吉（中勢連合會會長；名古屋）
- 若頭輔佐・山本惠一（二代目紀州連合會會長；和歌山）
- 若頭輔佐・宮崎正義（宮崎興業組組長；名古屋）